# فيفيان هندرسون
فيفيان هندرسون (بالإنجليزية: Vivian Henderson)‏ هو سياسي بريطاني (وحمل سابقاً جنسية المملكة المتحدة لبريطانيا العظمى وأيرلندا)، ولد في 6 أكتوبر 1884، وتوفي في 3 فبراير 1965. حزبياً، نشط في حزب المحافظين. في الانتخابات العمومية البريطانية 1918 ‏، انتخب عضو برلمان المملكة المتحدة الـ31 عن دائرة Glasgow Tradeston (UK Parliament constituency) ‏ (14 ديسمبر 1918 – 26 أكتوبر 1922) وفي الانتخابات العامة في المملكة المتحدة 1924 ‏، انتخب عضو برلمان المملكة المتحدة الـ34 عن دائرة بوتل (29 أكتوبر 1924 – 10 مايو 1929) وفي الانتخابات العامة في المملكة المتحدة 1931 ‏، انتخب عضو برلمان المملكة المتحدة الـ36 عن دائرة Chelmsford ‏ (27 أكتوبر 1931 – 25 أكتوبر 1935).